# Протасово (Ічалківський район)
Прота́сово (рос. Протасово, ерз. Протасвеле) — село у складі Ічалківського району Мордовії, Росія. Входить до складу Лобаскинського сільського поселення.

## Населення
Населення — 76 осіб (2010; 129 у 2002).
Національний склад (станом на 2002 рік):
- росіяни — 80 %